# Вантовий міст

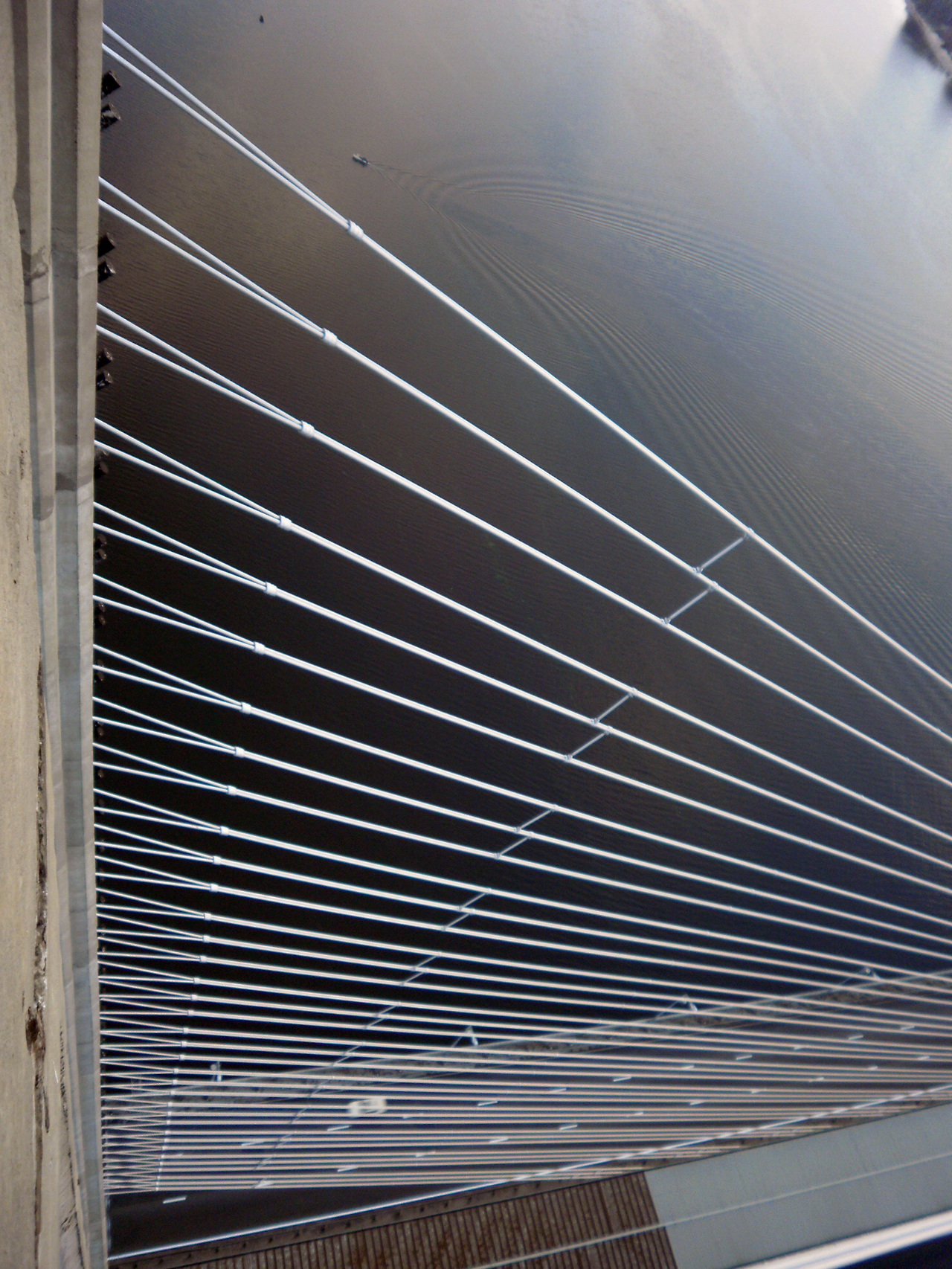
Ванти Південного мосту у Києві

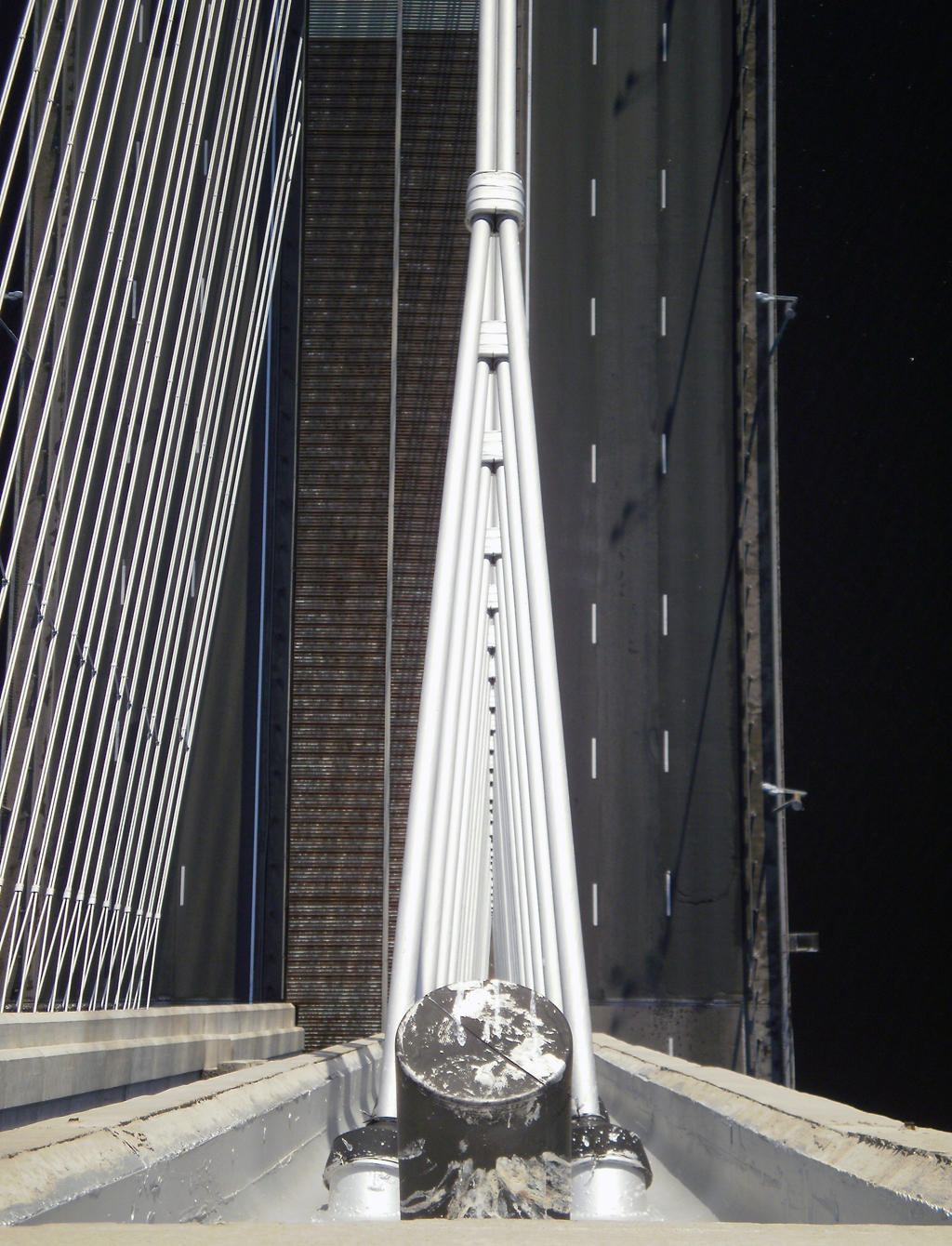
Кріплення вант Південного мосту у Києві

Ва́нтовий міст — тип підвісного мосту, який складається з одного або більше пілонів, які сполучені з дорожнім полотном за допомогою прямолінійних сталевих канатів — вантів. На відміну від підвісних мостів, де дорожнє полотно підтримується канатами, прикріпленими до натягнутих уздовж усього мосту тросів, у вантових мостів дорожнє полотно з'єднується безпосередньо з пілоном.
Однією з переваг вантових мостів є відносна нерухомість дорожнього полотна, що робить їх придатними для використання у тому числі і для залізничних мостів.
Вантові мости мають меншу жорсткість у порівнянні з іншими системами мостів.

## Перелік найбільших вантових мостів
- Міст Ріо-Антіріо, Греція. 2 880 м, побудований у 2004.
- Віадук Мійо, Франція. 2 460 м, побудований у 2004.
- Великий Обуховський міст, Росія. 2 824 м, побудований у 2004.
- Міст Вашку да Гама, Лісабон, Португалія. Комбінований вантовий міст-віадук довжиною 17,2 км (в тому числі безпосередньо вантовий міст — 829 м). Найдовший міст Європи; побудований у 1998.
- Міст Татара, Японія
- Міст Нормандії, Франція
- Міст Скарнсунд, Норвегія
- Ересуннський міст, Данія — Швеція
- Понте аль Індіано, Італія — міст через річку Арно у Флоренції, побудований у 1978, який є одним з перших у світі вантових мостів.
- Перший вантовий міст побудовано в 1956 році в місті Стрьомсунд, Швеція. https://sv.m.wikipedia.org/wiki/Strömsundsbron [Архівовано 21 жовтня 2020 у Wayback Machine.]

## Перелік вантових мостівУкраїни
- Рибальський міст, Київ (не працює)
- Північний міст, Київ
- Південний міст, Київ
- Новий міст через Дніпро та Старий Дніпро (Запоріжжя)

## Найвищі вантові мостиЄвропи
- 1. Віадук Мійо, 343 м. Франція
- 2. Квінсферрі - Кросінг, 207 м. Велика Британія
- 3. Ада, 200 м. Сербія
- 4. Ла Пела, 185 м. Іспанія
- 5. Міст Нормандії, 214,8 м Франція
- 6.Ересуннський міст, 204 м Данія і Швеція
- 7. Пуенто-де-Кастилія Ла-Манча, 192 м Іспанія
- 8. Новий Запорізький міст, 166 м. Україна